# Triphora alexandri
Triphora alexandri is een slakkensoort uit de familie van de Triphoridae. De wetenschappelijke naam van de soort is voor het eerst geldig gepubliceerd in 1931 door Tomlin.